# Stadion Miejski im. Grzegorza Duneckiego w Toruniu

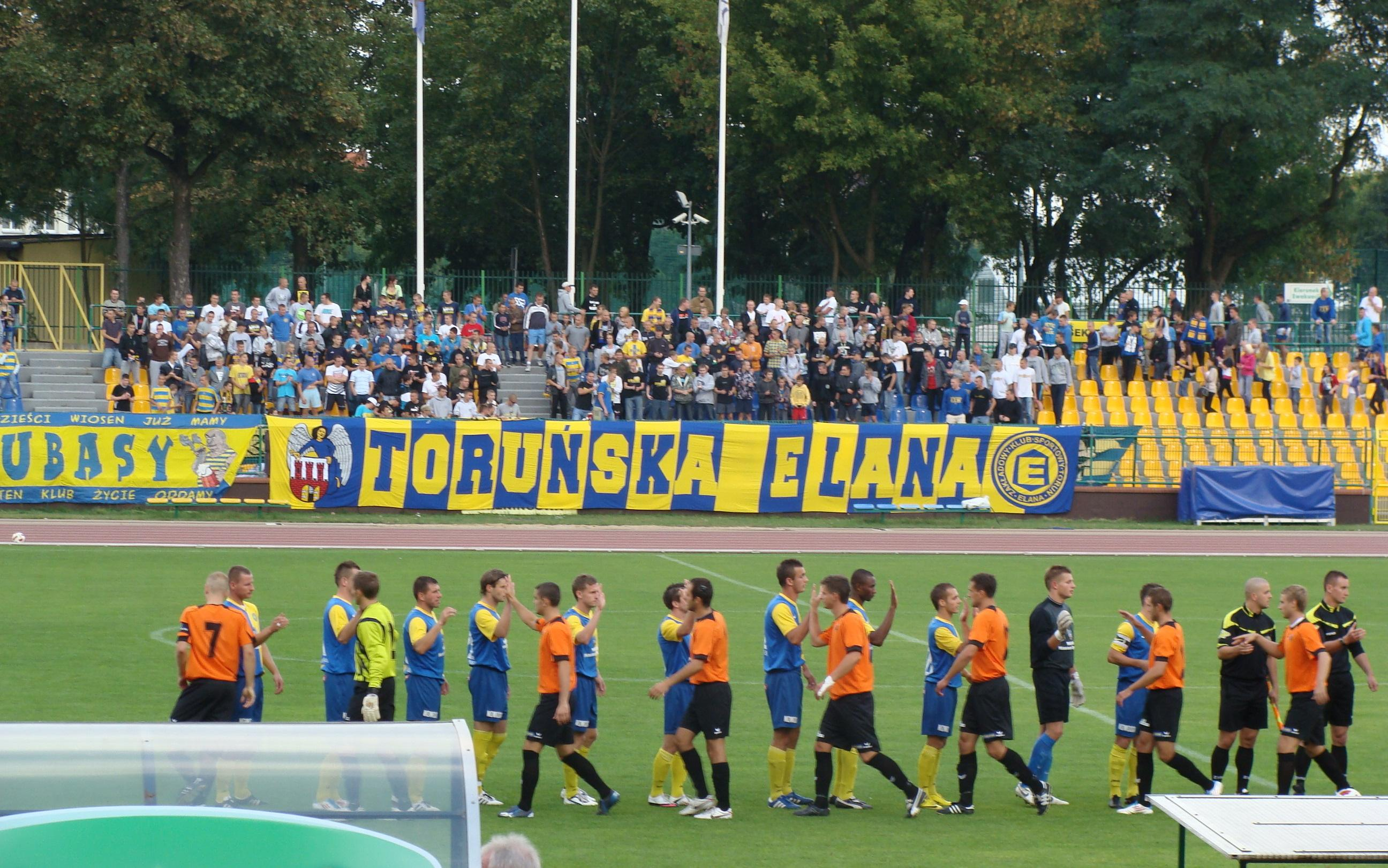
Mecz Elana Toruń - Chrobry Głogów

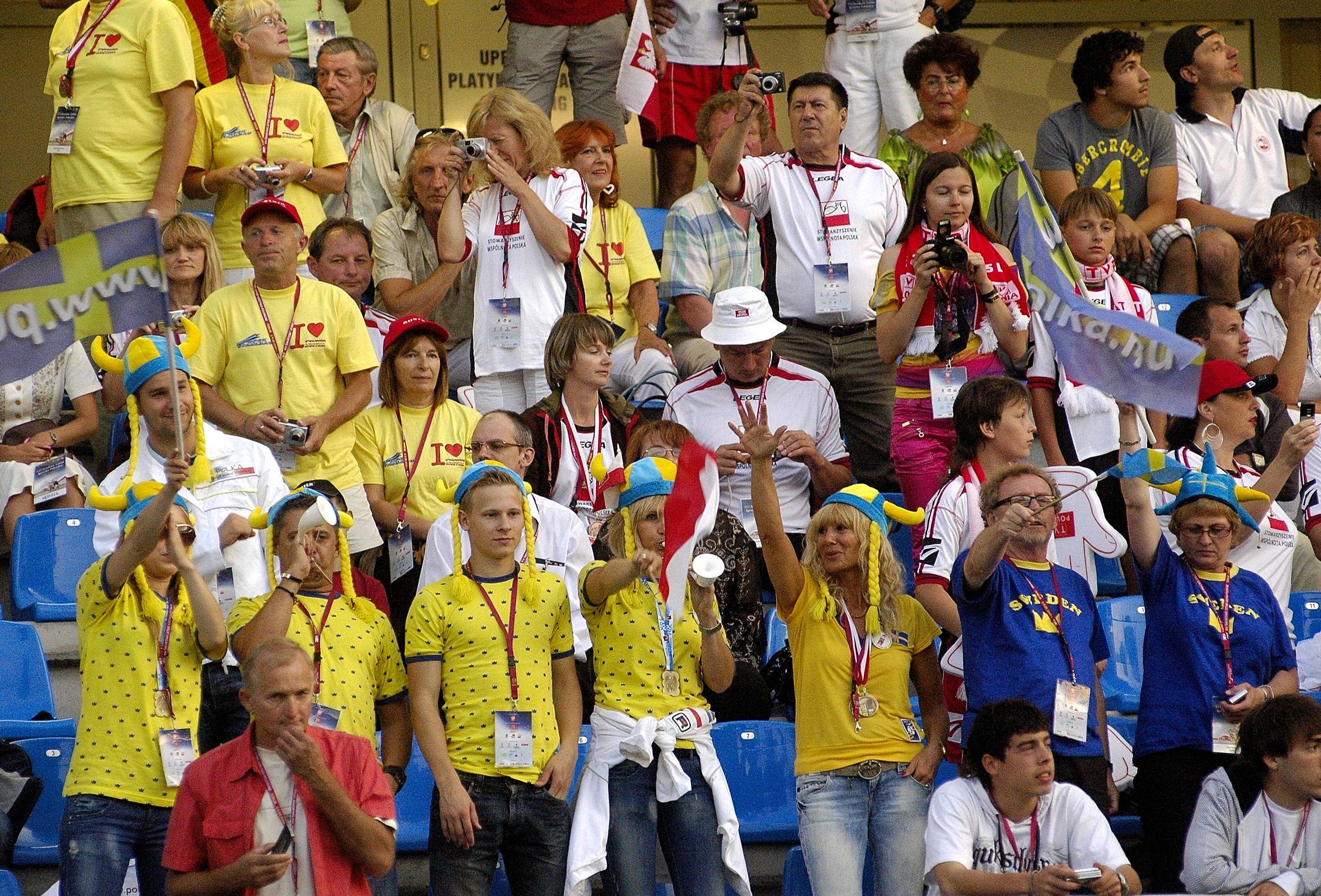
XIV Światowe Letnie Igrzyska Polonijne, które odbyły się w 2009 roku w Toruniu

Stadion Miejski im. Grzegorza Duneckiego w Toruniu – stadion piłkarsko-lekkoatletyczny w Toruniu.

## Lokalizacja
Stadion Miejski znajduje się w zachodniej części miasta, w dzielnicy Chełmińskie Przedmieście, w sąsiedztwie hali widowiskowo-sportowej oraz lodowiska Tor-Tor. Wejście na teren stadionu znajduje się przy ul. gen. J. Bema 23/29.

## Historia
Stadion Miejski otwarto w 1961 roku. W 1997 roku władze miasta rozpoczęły gruntowną przebudowę obiektu, której dokończenie uwzględnił m.in. przyjęty w 2003 roku przez sejmik województwa kujawsko-pomorskiego program rozwoju bazy sportowej w regionie. Uroczyste otwarcie stadionu nastąpiło w 2004 roku. W późniejszych latach obiekt wzbogacił się o zadaszenie trybuny wschodniej oraz nowe krzesełka w kolorze niebieskim i żółtym.
Na początku 2020 roku na stadionie zostało zamontowane oświetlenie, zaś system podgrzewania murawy ma zostać zainstalowany na przełomie 2020 i 2021 roku.

## Charakterystyka
Stadion wyposażony jest w 8-torową bieżnię wyłożona wykładziną „mondo” oraz stanowiska do pchnięcia kulą i klatkę do rzutu dyskiem i młotem. Ponadto znajdują się na nim wielokierunkowe rozbiegi do skoku w dal, wzwyż, skoku o tyczce oraz rzutu oszczepem. Urządzenia te posiadają certyfikat IAAF.
Na stadionie znajduje się także pełnowymiarowe boisko do piłki nożnej, posiadające licencję PZPN. Pod trybuną główną zlokalizowane są szatnie dla sędziów i zawodników oraz pokój medyczny.
Stadion może pomieścić 6000 widzów, w tym 4300 na miejscach siedzących.
Obok stadionu mieści się także pełnowymiarowe boisko piłkarskie ze sztuczną nawierzchnią oraz boisko do hokeja na trawie.
Na stadionie swoje mecze rozgrywała drużyna piłkarska Elana Toruń.
Swoją siedzibę ma tu od 2006 roku Polski Związek Lekkiej Atletyki Masters.

## Imprezy sportowe
Na stadionie organizowane są liczne ogólnopolskie zawody sportowe. Do największych i najważniejszych należały:
- 2006 – Młodzieżowe Mistrzostwa Polski w Lekkoatletyce[potrzebny przypis]
- 2007 – Wielobojowe Mistrzostwa Polski Seniorów i Juniorów[potrzebny przypis]
- 2008 – Mistrzostwa Polski Juniorów[7]
- 2009 – XIV Światowe Igrzyska Polonijne[potrzebny przypis]
- 2011 – Wielobojowe Mistrzostwa Polski Seniorów i Juniorów[potrzebny przypis]
- 2012 – finał piłkarskiego Pucharu Polski kobiet (RTP Unia Racibórz – Medyk Konin 3:1)[potrzebny przypis]
- 2013 – Mistrzostwa Polski Seniorów w Lekkoatletyce[potrzebny przypis]
- 2017 – XVIII Światowe Igrzyska Polonijne[8]